# Comuna Borino, Smolean
Borino (în bulgară Борино) este o comună în regiunea Smolean, Bulgaria, formată din satele Buinovo, Ceala, Iagodina, Kojari și Borino. 

## Demografie
Componența etnică a comunei Borino
     Turci (57,86%)
     Bulgari (30,67%)
     Nicio identificare (10,71%)
     Altele (1,26%)
La recensământul din 2011, populația comunei Borino era de 3.641 locuitori. Din punct de vedere etnic, majoritatea locuitorilor (57,86%) erau turci, cu o minoritate de bulgari (30,67%). Pentru 10,71% din locuitori nu este cunoscută apartenența etnică.